# Niedernberg
Niedernberg este o comună din landul Bavaria, Germania.

## Monumente
- Biserica „Sfântul Chiriac”